# Obernbeck
Obernbeck is een stadsdeel van de Duitse gemeente Löhne, deelstaat Noordrijn-Westfalen, en telt 5.830 inwoners (1 januari 2021).
Obernbeck vormt het west-noordwestelijk gedeelte van de gemeente en bestaat uit de dorpen Obernbeck en Ellerbusch. De zuidgrens van het stadsdeel wordt gevormd door de rivier de Werre.
Door het zuiden en zuidoosten van het stadsdeel loopt de Autobahn A30. De westelijke helft van het stadsdeel bestaat uit vruchtbare landbouwgrond; de oostelijke helft is bebouwd.

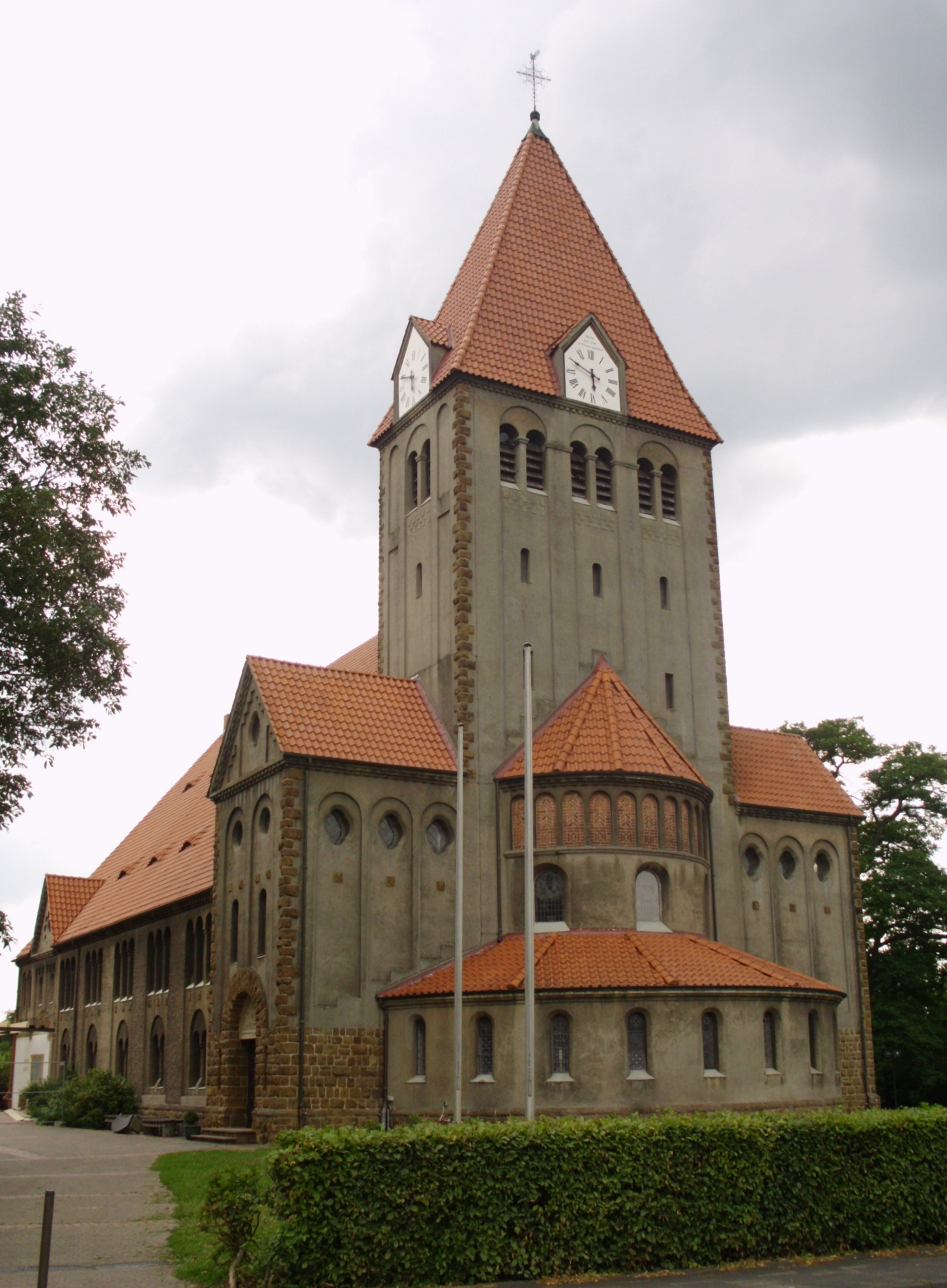
Evang.-lutherse Christuskerk in Obernbeck

## Geboren te Obernbeck
- Marie Hüsing (1909-1995), verpleegster, schrijfster van protestants-christelijke literatuur, ook in het Nederlands